# Potentilla arenaria
Potentilla arenaria Borkh. es una especie de planta herbácea perenne de la familia Rosaceae.

## Distribución y hábitat
Se encuentra en lugares de las zonas secas y áridas de montañas del Delfinado, Provenza, Languedoc en Francia y en España, Suecia y el Cáucaso.

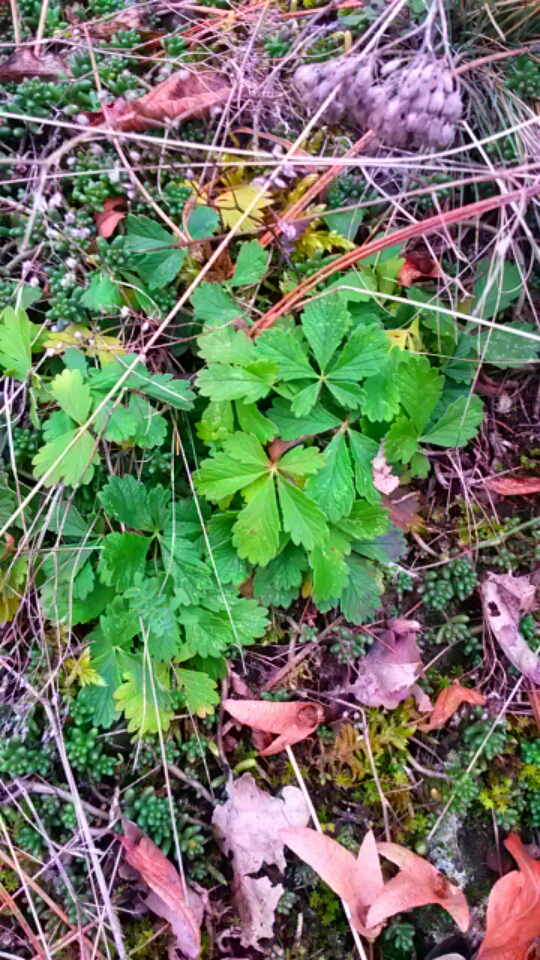
Vista de la planta

## Descripción
Es una planta herbácea perenne que alcanza los 5-20 cm de altura. De color blanquecino o grisáceo, con pelos; tallos laterales, las hojas con 5 folíolos obovado-oblongos de color grisáceo blanquecino en los dos lados, con dientes en la parte superior. Las flores son de color amarillo, bastante grandes, agrupadas en corimbos.

## Taxonomía
Potentilla arenaria fue descrita por Moritz Balthasar Borkhausen y publicado en Oekon. Fl. Wetterau 2: 248. 1800
Etimología
Potentílla: nombre genérico que deriva del latín postclásico potentilla, -ae de potens, -entis, potente, poderoso, que tiene poder; latín -illa, -illae, sufijo de diminutivo–. Alude a las poderosas presuntas propiedades tónicas y astringentes de esta planta. 
arenaria: epíteto latíno que significa "en la arena"
Sinonimia

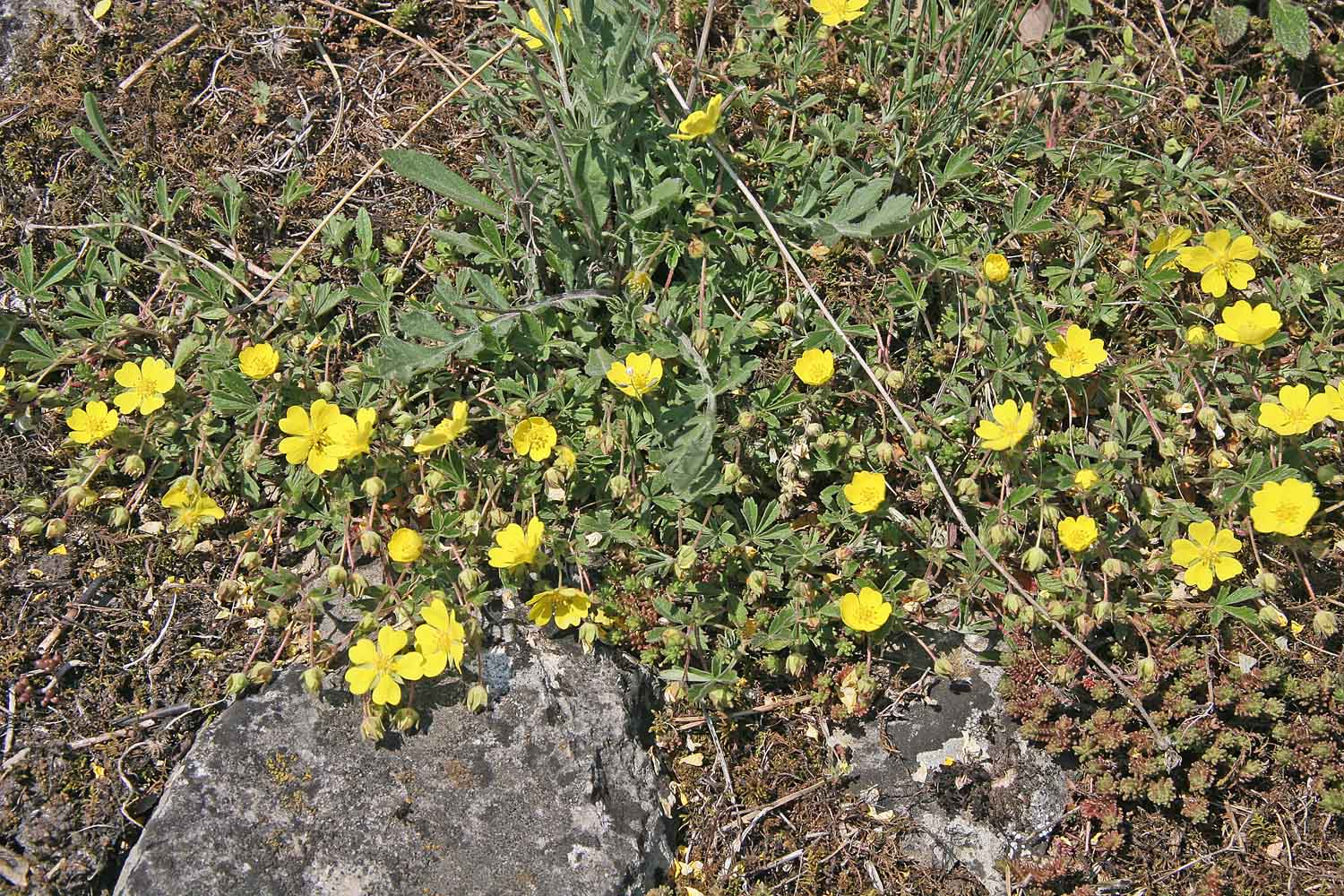

- Potentilla arenaria Borkh. ex P.Gaertn., B.Mey. & Scherb.
- Potentilla glaucescens Willd. ex Schltdl.
- Potentilla incana P.Gaertn., B.Mey. & Scherb.
- Potentilla subacaulis L.
- Potentilla tommasiniana F.W.Schultz
- Potentilla velutina Lehm.[3]
- Potentilla acaulis subsp. velutina (Lehm.) Soják
- Potentilla acaulis subsp. arenaria (Borkh.) Soják
- Potentilla vivariensis Jord.
- Potentilla vestita Jord.
- Potentilla verna var. incana C.C.Gmel.
- Potentilla verna subsp. incana (P.Gaertn., B.Mey. & Scherb.) Schübler & G.Martens
- Potentilla verna subsp. arenaria (Borkh.) Gams in Hegi
- Potentilla trifoliata (W.D.J.Koch) Beck
- Potentilla tommasiniana F.W.Schultz
- Potentilla subacaulis var. albicans Moggr.
- Potentilla polytricha Jord. ex Verl.
- Potentilla ovata Poir. in Lam.
- Potentilla opaca var. sericea Lapeyr.
- Potentilla incana var. arenicola (H.Roux) Burnat
- Potentilla clementei Jord.
- Potentilla cinerea var. vestita (Jord.) Cariot & St.-Lag.
- Potentilla cinerea var. velutina (Lehm.) Lehm.
- Potentilla cinerea var. trifoliata W.D.J.Koch
- Potentilla cinerea var. tommasiniana (F.W.Schultz) Nyman
- Potentilla cinerea var. incana (C.C.Gmel.) Beck
- Potentilla cinerea var. battersbyi (Siegfr. ex R.Keller) Rouy & E.G.Camus in Rouy
- Potentilla cinerea subsp. velutina (Lehm.) Nyman
- Potentilla cinerea subsp. tommasiniana (F.W.Schultz) Velen.
- Potentilla cinerea subsp. incana (C.C.Gmel.) Asch.
- Potentilla cinerea subsp. arenaria (Borkh.) P.Fourn.
- Potentilla cinerea proles vivariensis (Jord.) Rouy & E.G.Camus in Rouy
- Potentilla cinerea proles velutina (Lehm.) Rouy & E.G.Camus in Rouy
- Potentilla cinerea proles polytricha (Jord. ex Verl.) Rouy & E.G.Camus in Rouy
- Potentilla cinerea proles arenicola (Jord.) Rouy & E.G.Camus in Rouy
- Potentilla cinerea proles arenaria (Borkh.) Rouy & E.G.Camus in Rouy
- Potentilla bolzanensis Zimmeter
- Potentilla bescansae Gredilla
- Potentilla battersbyi Siegfr. ex R.Keller
- Potentilla arenicola H.Roux
- Potentilla arenicola Jord. non Roux
- Potentilla acaulis subsp. velutina (Lehm.) Guin. in Guin. & R.Vilm. [comb. invalid.]
- Potentilla acaulis subsp. tommasiniana (F.W.Schultz) Soják
- Potentilla acaulis subsp. arenaria (Borkh.) Guin. in Guin. & R.Vilm.
- Dynamidium subacaulis (Vill.) Fourr.
- Dynamidium clementei Fourr. [nom. invalid.]
- Potentilla acaulis subsp. cinerea (Chaix ex Vill.) Soják
- Potentilla verna var. cinerea (Chaix ex Vill.) Ser. in DC.
- Potentilla verna subsp. cinerea (Chaix ex Vill.) Gams in Hegi
- Potentilla subacaulis subsp. cinerea (Chaix ex Vill.) Arcang. [comb. illeg.]
- Potentilla polymorpha var. cinerea (Chaix ex Vill.) Spenn. [comb. illeg.]
- Potentilla polymorpha Spenn. [nom. illeg.]
- Potentilla opaca Vill. [nom. illeg.]
- Potentilla incana var. cinerea (Chaix ex Vill.) Burnat
- Potentilla incana P.Gaertn.
- Potentilla acaulis subsp. cinerea (Chaix ex Vill.) Guin. in Guin. & R.Vilm. [4]